# Die Fantastischen Vier
Die Fantastischen Vier, conosciuti anche come Fanta 4 sono una formazione hip-hop tedesca, proveniente da Stoccarda. I membri sono Michael Bernd Schmidt alias Smudo, Andreas Rieke alias And.Ypsilon, Thomas D alias Hausmeister ("inserviente") e Michael "Michi" Beck alias Dee Jot Hausmarke. Sono stati uno dei primi gruppi rap tedeschi a scrivere i propri testi nella loro lingua madre.

## Storia
Alla fine degli anni ottanta Rieke and Schmidt formarono il "Terminal Team", a cui, nel 1989, si unirono Dürr e Beck. Con il nuovo nome di Die Fantastischen Vier (I fantastici quattro), iniziarono a dedicarsi all'hip hop tedesco, o Deutschen Sprechgesang (scritto in tedesco), come loro stessi preferiscono chiamarlo. Nonostante alcuni altri artisti abbiano approcciato l'hip-hop prima di loro, furono i Die Fantastischen Vier a registrare la prima hit da classifica, il loro singolo del 1992 "Die da?!", dall'album 4 Gewinnt, che raggiunse il secondo posto nella classifica tedesca ed il primo in quelle austriaca e svizzera.
A seguito di un viaggio a Los Angeles, il gruppo realizzò quanto grande fosse la distanza tra la lotta dei "poveri neri negli Stati Uniti e la media borghesia bianca tedesca", considerazione che li portò al distacco da quelle tematiche e da quei cliché tipici del Gangsta Rap americano. È quindi negli album successivi a 4Gewinnt che la band si mostra con un profilo più maturo ed uno stile improntato ad una maggior serietà.
Il gruppo ottenne un notevole successo negli anni novanta, dopo l'uscita del singolo Die Da?! nel 1992. Oltre ad essere stato il primo pezzo hip-hop tedesco ad entrare in classifica con un buon piazzamento, il pezzo fu certamente anche il trampolino di lancio per i Fanta4.
Oltre alle produzioni come Fanta4, Thomas D, Hausmarke e And.Ypsilon si sono dedicati anche ad album solisti, nonché ad uno show settimanale dal titolo Die 4. Dimension, che trae il suo nome dal terzo album del gruppo, messo in onda dal canale pay TV tedesco Premiere tra il 1993 e il 1994.
Nel 1996, al Popkomm a Colonia, i Die Fantastischen Vier annunciano la creazione di una casa discografica, la Four Music. Il quartier generale della casa discografica era a Stoccarda e solo in seguito fu spostata a Berlino-Kreuzberg.
Tre anni più tardi il settimo album della band, dal titolo 4:99 uscì per la 4 Music, seguito da quattro singoli. Dopo che "MfG" raggiunse il secondo posto in classifica, gli altri tre singoli uscirono contemporaneamente, una prima volta assoluta nell'industria musicale tedesca. Ognuno dei singoli era legato ad uno dei rapper del gruppo: "Le Smou" a Smudo, "Michi Beck in Hell" a Michi Beck e "Buenos Dias Messias" a Thomas D.
Nel settembre del 2004 uscì l'album Viel, il cui tour fu il più seguito nella storia della formazione tedesca.
Nel 2005 fu pubblicato il primo Greatest Hits del Fanta4. All'interno erano inclusi tutti i singoli del gruppo, come molte altre canzoni e pezzi rari dei primi anni di esistenza dei Fanta4, quando, ancora sotto il nome di "Terminal Team", scrivevano canzoni in inglese.

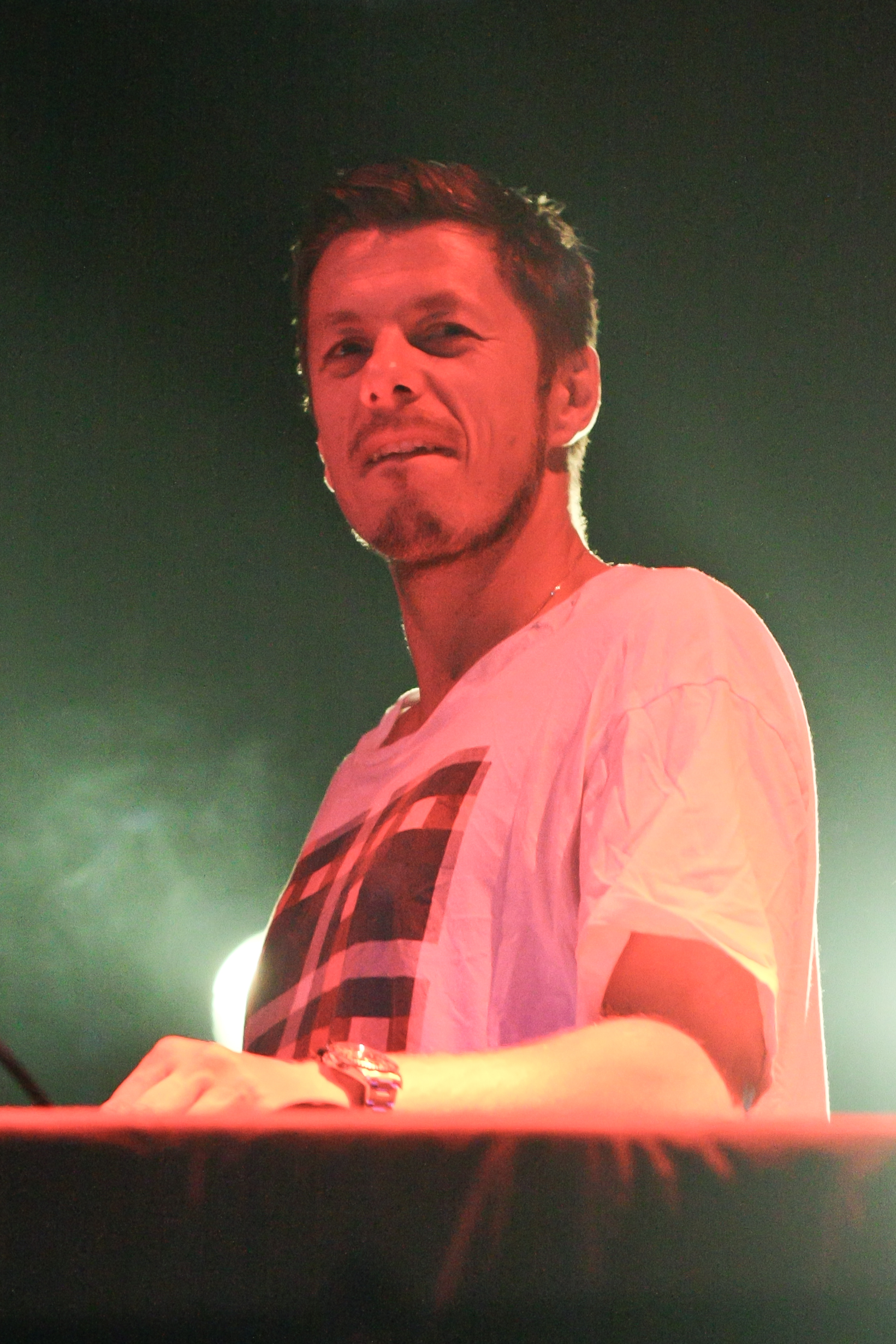
Michael Beck (2010)

Il 7 aprile 2007 uscì Fornika, preceduto dal singolo "Ernten was wir säen", che entrò a far parte di Guitar Hero III: Legends of Rock.

## MARS Kommune
Ad un'ora dalla città di Colonia si trova una comune hip-hop fondata da Thomas D dei Die Fantastischen Vier. La MARS Kommune è una fattoria vegana, dove trovano asilo cani, gatti e maiali. Il nome della comune è un acronimo, che, tradotto dal tedesco, sta per Istituzione Moderna per Persone Rigorosamente Pazze. Gli abitanti della comune includono artisti, designers e produttori.

## Discografia

### Album
| Anno | Titolo            | posizione in classifica | posizione in classifica | posizione in classifica | posizione in classifica |
| Anno | Titolo            | Germania                | Austria                 | Svizzera                |                         |
| ---- | ----------------- | ----------------------- | ----------------------- | ----------------------- | ----------------------- |
| 1991 | Jetzt geht's ab!  | 22                      | -                       | -                       |                         |
| 1992 | 4 Gewinnt         | 3                       | 3                       | 3                       |                         |
| 1993 | Die 4. Dimension  | 14                      | 23                      | 27                      |                         |
| 1994 | Megavier          | 21                      | -                       | -                       |                         |
| 1995 | Lauschgift        | 2                       | 10                      | 5                       |                         |
| 1996 | Live und direkt   | 17                      | -                       | 30                      |                         |
| 1999 | 4:99              | 1                       | 1                       | 1                       |                         |
| 2000 | MTV Unplugged     | 6                       | 7                       | 18                      |                         |
| 2003 | Live in Stuttgart | 81                      | 50                      | -                       |                         |
| 2004 | Viel              | 2                       | 2                       | 4                       |                         |
| 2005 | Viel live         | 46                      | -                       | -                       |                         |
| 2005 | Best of 1990-2005 | 26                      | 32                      | 29                      |                         |
| 2007 | Fornika           | 1                       | 4                       | 2                       |                         |

### Singoli
| Anno | Titolo                                   | Posizione in classifica | Posizione in classifica | Posizione in classifica | Posizione in classifica |
| Anno | Titolo                                   | Germania                | Austria                 | Svizzera                |                         |
| ---- | ---------------------------------------- | ----------------------- | ----------------------- | ----------------------- | ----------------------- |
| 1991 | "Mikrofonprofessor"                      | –                       | –                       | –                       |                         |
| 1991 | "Hausmeister Thomas D."                  | –                       | –                       | –                       |                         |
| 1992 | "Die da"                                 | 2                       | 1                       | 1                       |                         |
| 1992 | "Frohes Fest"                            | 15                      | 20                      | –                       |                         |
| 1992 | "Hausmeister Thomas D. '92"              | –                       | –                       | –                       |                         |
| 1993 | "Saft"                                   | 19                      | –                       | 38                      |                         |
| 1993 | "Laß die Sonne rein"                     | 92                      | –                       | –                       |                         |
| 1993 | "Zu geil für diese Welt" (come Megavier) | 22                      | –                       | 20                      |                         |
| 1994 | "Tag am Meer"                            | –                       | –                       | –                       |                         |
| 1995 | "Sie ist weg"                            | 1                       | 16                      | 2                       |                         |
| 1996 | "Populär"                                | 41                      | –                       | 39                      |                         |
| 1996 | "Nur in deinem Kopf"                     | 81                      | –                       | –                       |                         |
| 1996 | "Raus"                                   | 56                      | –                       | 38                      |                         |
| 1997 | "Der Picknicker"                         | 42                      | –                       | –                       |                         |
| 1999 | "MFG"                                    | 2                       | 2                       | 2                       |                         |
| 1999 | "Le Smou"                                | 68                      | –                       | –                       |                         |
| 1999 | "Buenos Dias Messias"                    | 87                      | –                       | –                       |                         |
| 1999 | "Michi Beck in Hell"                     | –                       | –                       | –                       |                         |
| 2000 | "Tag am Meer (Unplugged)"                | 67                      | –                       | –                       |                         |
| 2001 | "Sie ist weg (Unplugged)"                | 81                      | 50                      | –                       |                         |
| 2004 | "Troy"                                   | 9                       | 11                      | 22                      |                         |
| 2004 | "Sommerregen"                            | 44                      | 66                      | 74                      |                         |
| 2004 | "Geboren"                                | 48                      | –                       | 48                      |                         |
| 2007 | "Ernten was wir säen"                    | 12                      | 35                      | 25                      |                         |
| 2007 | "Einfach sein"                           | 11                      | 13                      | 22                      |                         |
| 2007 | "Ichisichisichisich"                     | 45                      | -                       | -                       |                         |
| 2008 | "Yeah Yeah Yeah"                         | 86                      | -                       | -                       |                         |